# Sturmtief Victoria
Das Sturmtief Victoria war ein Orkan in Nord- und Mitteleuropa im Februar 2020. In Großbritannien hatte der Sturm den Namen Dennis. Victoria folgte unmittelbar auf den Orkan Sabine.

## Meteorologischer Ablauf
Das Sturmtief begann seine meteorologische Karriere als rasch ostwärts ziehendes Nordatlantiktief und erhielt am 15. Februar 2020 von der TU Berlin den Namen Victoria. Anschließend fegte sie unter anderem über Großbritannien, Niederlande, Belgien, Frankreich und Deutschland hinweg.

## Prognostizierter Ausmaß
Der DWD warnte vor schweren Sturmböen an und auf der Nordsee, im unmittelbar angrenzenden Binnenland sowie im Norden Schleswig-Holstein. Auch orkanartige Böen seien nicht ausgeschlossen. Für Süddeutschland wurden nur geringere Geschwindigkeiten prognostiziert. Meteorologen warnten vor Sturmböen mit bis zu 220 km/h. Laut Wettermodellen könnte Orkan Victoria einen Luftdruck von 915 bis 926 Hektopascal erreichen, das wäre rekordverdächtig und „kennt man sonst nur von Hurrikans“, so Jan Schenk vom Weather Channel. Für die Nordseeküste und die Elbe bestände die Gefahr einer Sturmflut.

## Tatsächliches Ausmaß
Am Samstagabend erreicht „Victoria“ schließlich einen Kerndruck nahe 920 hPa und liegt somit auf Platz 4 der außertropischen Stürme mit dem niedrigsten Kerndruck im Nordatlantik. Auf Platz 1, 2 und 3 liegen die Orkan Braer, einem Orkan über Grönland und ein Tiefdruckgebiet über Island bzw. Schottland. Außerdem wurde der deutschlandweite Dekadenrekord geknackt (2. Februardekade vom 11. bis 20. Februar). Bisher galt die Wetterstation in Freiburg (BaWü) mit 21,1 Grad Celsius, gemessen am 15. Februar 1958, als Rekordhalter. Neuer Spitzenreiter in der zweiten Februardekade ist nun Müllheim (BaWü) mit 21,5 °C. In Hessen und Niedersachsen stürzten viele Bäume auf die Straßen und Gleisen und führten zu zahlreichen Straßensperren und Zugausfällen. In ganz Großbritannien fielen am Wochenende hunderte Flüge wegen des Sturmes aus.

## Geschwindigkeiten

### Windgeschwindigkeiten in Großbritannien
In England erreichte der Sturm eine Geschwindigkeit von 230 km/h.

### Windgeschwindigkeiten in Deutschland
Quelle:
| Geschwindigkeit in km/h | Ort         |
| ----------------------- | ----------- |
| 172                     | Brocken     |
| 140                     | Bremervörde |
| 139                     | Weinbiet    |
| 115                     | Wernigerode |
| 115                     | Kiel        |
| 107                     | Feldberg    |